# Alsodux
Alsodux és una localitat de la província d'Almeria, Andalusia.
L'any 2006 tenia 121 habitants. La seva extensió superficial és de 20 km² i té una densitat de 6,1 hab/km². Les seves coordenades geogràfiques són 37° 00′ N, 2° 35′ O. Està situada a una altitud de 310 metres i a 21 kilòmetres de la capital de la província, Almeria.

## Demografia
| 1996 | 1998 | 1999 | 2000 | 2001 | 2002 | 2003 | 2004 | 2005 | 2006 |
| ---- | ---- | ---- | ---- | ---- | ---- | ---- | ---- | ---- | ---- |
| 113  | 106  | 105  | 104  | 113  | 112  | 109  | 119  | 121  | 131  |